# Nicky Siano
Nicky Siano (Brooklyn, 18 marzo 1955) è un disc jockey statunitense.
È considerato uno dei pionieri della dance music. Fu il primo dj resident dello Studio 54 e fu tra i primi dj a fare il mixaggio da due dischi.

## Biografia
Di origini italiane, a soli 16 anni Nicky è già tra i resident deejay al "The Loft" di David Mancuso, a New York. Nel 1972 apre a SoHo la discoteca "The Gallery". Qui ospita dj del calibro di Larry Levan e Frankie Knuckles, e fa esibire per la prima volta dal vivo alcuni cantanti di musica dance come Grace Jones e Loleatta Holloway, oltre a cantanti agli albori della propria carriera come Patti LaBelle, David Bowie, Mick Jagger. Il "The Gallery" chiude poi nel 1978.
Dopo la chiusura del "Gallery" inizia a lavorare all'"Enchanted Garden", un locale nella zona newyorkese di Queens. Il locale era di proprietà di un certo Steve Rubell, che ben presto apre il nuovo Studio 54: Siano vi si trasferisce, e diviene il primo dj resident, rimanendovi per quasi un anno e mezzo.
Nel 1978 è il primo deejay a realizzare e produrre un disco mixato: coproduce infatti con Arthur Russell il singolo Kiss Me Again, sotto lo pseudonimo di "Dinosaur", vendendo circa 200 000 copie. Altre sue hit sono Pick It Up e Tiger Stripes. È lui a proporre per primo musica innovativa come Love's Theme della The Love Unlimited Orchestra o TSOP (The Sound of Philadelphia) dei MFSB, che diventano presto hit di successo.
La morte del suo caro amico David Rodriguez per AIDS lo spinge a scrivere il libro No time to wait: a complete guide to treating, managing, and living with HIV infection, un manuale sulla cura e il trattamento dell'AIDS.
Nel luglio 1998 torna al turntablism per celebrare la ricorrenza del compleanno dello scomparso Larry Levan.
Nel 2003 il magazine New York lo ha inserito tra le "100 persone che hanno cambiato New York".